# Autorità amministrativa indipendente (ordinamento italiano)
Le autorità amministrative indipendenti (AAI) sono enti pubblici che, discostandosi dal modello tradizionale di pubblica amministrazione, non dipendono dal Governo e, non subendo ingerenze di natura politica, vengono pertanto definite indipendenti.
Sono istituite nell’ambito di settori specialistici, quali, per esempio, concorrenza, privacy ed energia e si caratterizzano per essere titolari non solo di poteri amministrativi in senso stretto, ma anche di funzioni normative e para-giudiziali. Esse incarnano la c.d. tecnocrazia, perché oltre a essere indipendenti rispetto alla politica, sono anche qualificate dall’essere depositarie di un forte sapere tecnico.

## Evoluzione storica
Le AAI nascono negli Stati Uniti d’America sul finire del XIX secolo. Lo scopo perseguito con la loro istituzione – a partire dalla Interstate Commerce Commission, istituita nel 1887 e resa indipendente dal Dipartimento dell’Interno nel 1889 – è quello di assicurare, anche attraverso l’uso di poteri lato sensu normativi e giurisdizionali, la tutela di particolari interessi pubblici “al di fuori della politica” (keeping out of politics). In altri termini, l’obiettivo è stato quello di sganciare la disciplina di taluni settori particolarmente tecnici dalle logiche di breve periodo caratterizzanti l’agire politico, sottraendoli quindi da scelte espressione della ricerca di facili consensi da parte dell’elettorato.
In Europa, la diffusione di questo modello amministrativo si ebbe in un momento successivo, innanzitutto tramite l’istituzione di diverse autorités administratives indépendantes in Francia negli anni Settanta del secolo scorso. Le ragioni che hanno determinato la genesi delle AAI nel continente europeo in parte coincidono, in parte si distinguono da quelle del contesto americano. Da un lato, permane l’esigenza di perseguire in certi settori politiche di medio-lungo periodo, sganciandole dai più brevi cicli elettorali. Dall’alto, se negli USA si è passati dall’assenza di una disciplina del mercato alla regulation tramite l’azione delle AAI, in Europa il percorso è proceduto nel senso inverso, in quanto il fallimento dello Stato interventore ha portato all’approdo verso un modello di Stato regolatore, dove l’intervento diretto nell’economia è stato sostituito da una più snella regolazione, con un ruolo essenziale giocato proprio dalle AAI. La regolazione ha quindi accompagnato il processo di privatizzazione degli enti pubblici e quello di liberalizzazione di taluni mercati oggetto di precedenti monopoli, rimuovendo le barriere all’accesso e assicurando la parità concorrenziale proprio attraverso la vigilanza e la regolazione delle AAI a ciò preposte.
In Italia, a eccezione della Banca d’Italia, creata con legge 10 agosto 1893, n. 449, e della Commissione nazionale per la Società e la Borsa (CONSOB), istituita con legge 7 giugno 1974, n. 216, le AAI si diffondono a partire dagli anni Novanta del secolo scorso, in concomitanza ai richiamati processi di liberalizzazione e di privatizzazione, a fronte della pressante spinta della crisi economica e dalle conseguenti istanze di riforma provenienti dall’allora Comunità europea. Come già detto, il tramonto del modello di Stato imprenditore, che aveva caratterizzato le dinamiche della Prima Repubblica, poneva infatti la necessità di regolare il disimpegno statale, in modo da tutelare adeguatamente gli interessi costituzionali in gioco.

## Caratteristiche
Nell’esaminare la natura e la specialità delle AAI rispetto al tradizionale modello di pubblica amministrazione, è opportuno procedere con l’analisi delle loro caratteristiche, seguendo tre diverse direttrici: 1) l’indipendenza delle AAI; 2) la loro giustificazione costituzionale; e 3) la compatibilità dei poteri impliciti da queste esercitati con il principio di legalità.

### L'indipendenza delle AAI
Sul piano normativo non esiste una puntuale definizione di AAI. Di conseguenza, spetta all’interprete individuarne i tratti essenziali, analizzando e comparando le discipline che regolano le singole autorità. La caratteristica comune che ne risulta, a partire dalle molteplici leggi istitutive di diverse AAI, riguarda come il legislatore assicuri alle stesse “piena autonomia e indipendenza di giudizio” (es. art. 10 legge 10 ottobre 1990, n. 287, per l’Autorità garante della concorrenza e del mercato).
Da tale rilievo si ricava quindi che il concetto di “indipendenza” rappresenta l’elemento caratterizzante le autorità in parola. In particolare, con essa deve intendersi non solo l’assenza di un rapporto di subordinazione tra le AAI e l’esecutivo, ma anche tra le AAI e i c.d. soggetti regolati, spesso organizzati in influenti lobby imprenditoriali e finanziarie, nonché la predisposizione di una pluralità di meccanismi atti a garantirla.
Un primo strumento attraverso il quale è possibile assicurare l’indipendenza riguarda la nomina dei componenti degli organi di vertice di ciascuna AAI. Tale procedimento è autonomamente disciplinato dalle rispettive leggi istitutive, che stabiliscono, oltre alle modalità di nomina, la composizione di tali organi, la durata del mandato e le procedure di rinnovo dei loro componenti, nell’ottica di preservare l’indipendenza di questi enti.
In via preliminare, occorre evidenziare che la composizione degli organi di vertice è tendenzialmente collegiale, con un numero di membri che varia a seconda dell’ente (es.: l’organo di vertice dell’Autorità garante della concorrenza e del mercato - AGCM è composto da un presidente e da altri quattro membri). Questa struttura collegiale favorisce la pluralità di vedute e l’equilibrio decisionale.
A ulteriore beneficio dell’indipendenza delle AAI, viene poi normalmente previsto che i componenti dei loro organi di vertice siano individuati sulla base di requisiti di indipendenza e professionalità, al fine di assicurare la necessaria expertise tecnica richiesta dal settore presidiato dall’autorità. Ciò si accompagna con l’incompatibilità per tali soggetti di ricoprire incarichi a qualsiasi titolo negli organi degli operatori economici regolati dalla stessa AAI.
Con riferimento alle modalità di nomina degli organi di vertice, si rinvengono diversi modelli. Di regola, le nomine sono di natura parlamentare: talvolta da Camera dei Deputati e Senato della Repubblica, come per il Garante per la protezione dei dati personali (art. 153, comma 1, d.lgs. 30 giugno 2003, n. 196), talaltra mediante determinazione congiunta dei Presidenti di Camera e Senato, come per l’Autorità garante della concorrenza e del mercato (art. 10, comma 2, legge n. 287/1990). Si tratta di modalità di nomina volte ad evitare che i componenti degli organi di vertice siano espressione esclusiva della maggioranza di governo in carica al momento della loro designazione. Similmente, la durata del mandato è stabilita dalla legge in modo da risultare disancorata dai cicli elettorali, in quanto è prevista una permanenza nell’incarico più lunga del corso della legislatura (es. sette anni nel caso dell’AGCM ex art. 10, comma 3, legge n. 287/1990).
Un secondo strumento di garanzia dell’indipendenza è dato dal divieto di rinnovo (consecutivo e non) della carica, salvo talune eccezioni (es. Banca d’Italia, CONSOB, Autorità garante per l’infanzia e l’adolescenza), al fine di prevenire ed evitare fenomeni di consolidamento del potere.
Una terza modalità con cui l’indipendenza delle AAI può essere assicurata è la previsione del cooling-off period, un periodo di tempo durante il quale i membri degli organi di vertice cessati dal mandato non possono assumere incarichi presso gli operatori economici regolati dall’AAI in questione, al fine di evitare conflitti di interesse tra l’esercizio della pubblica funzione (da poco cessata) e i privati.
Infine, anche l’autonomia finanziaria, contabile e organizzativa rappresenta un importante mezzo di garanzia di indipendenza delle AAI rispetto al Governo e ai soggetti regolati. Infatti, le autorità possono disciplinare le proprie strutture interne mediante regolamenti di organizzazione, gestire da sé concorsi per assumere il personale entro limiti numerici stabiliti per legge, nonché, in alcuni casi, esigere contributi economici dalle imprese regolate per coprire le spese di funzionamento. In questo modo, si evita che l’esecutivo, attraverso l’aumento o la riduzione delle risorse stanziate, eserciti indirettamente pressioni sulle AAI.

### La giustificazione costituzionale
Sin dalle origini le AAI hanno sollevato in dottrina dubbi sulla propria compatibilità con la Costituzione, che non contempla infatti espressamente un simile tipo di amministrazione, ammettendo invece, sulla base dell’art. 95 Cost., un più tradizionale “modello per ministeri”.
Un ancoraggio costituzionale è stato comunque trovato attraverso una lettura combinata degli artt. 97 e 98 Cost., i quali prevedono rispettivamente il principio di imparzialità e il dovere in capo agli impiegati pubblici di esclusivo servizio a favore della Nazione. Con ciò risulta possibile legittimare un diverso modello di amministrazione, caratterizzato dalla separazione dal potere politico, e perciò più adatto a rispondere alle esigenze di tutela della pluralità di interessi in gioco. Grazie a tale impostazione, che permette di interpretare l’imparzialità della PA anche come assenza di subordinazione al Governo, e di conseguenza come dovere di servire esclusivamente lo Stato, sarebbe dunque possibile giustificare l’esistenza nel nostro ordinamento delle AAI.

### I poteri impliciti e il principio di legalità
Si è infine posta la questione riguardante gli evidenti profili di frizione delle AAI con il principio di legalità, in particolare nella sua accezione sostanziale. Secondo tale declinazione della legalità amministrativa, è infatti necessario che la legge stabilisca una disciplina materiale del potere amministrativo, prevedendo i presupposti per l’esercizio del potere e le modalità procedurali dello stesso. Da ciò deriva il divieto di ricorso ai c.d. poteri impliciti, inteso come divieto per la pubblica amministrazione di avvalersi di poteri non espressamente attribuiti all’esecutivo dal legislatore.
Il quadro così delineato non risulta tuttavia adeguato a garantire un efficace svolgimento dell’attività demandata alle AAI. Poiché queste ultime si trovano ad operare in settori caratterizzati da un elevato grado di tecnicalità, nonché largamente soggetti a rapide variazioni dovute al susseguirsi di mutevoli circostanze esterne (come accade, per esempio, nel mercato finanziario), esse necessitano di un ampio spazio di manovra, che permetta loro di reagire tempestivamente rispetto a situazioni spesso imprevedibili. Per queste ragioni, non solo è inopportuno, ma è persino impossibile che il legislatore predetermini il contenuto e i presupposti dell’esercizio di tutti i poteri delle AAI, preferendo conferire loro poteri secondo deleghe in bianco. In altri termini, occorre garantire una certa flessibilità all’esercizio del potere delle AAI, affinché queste ultime possano meglio provvedere alle mutevoli esigenze che il settore in cui intervengono richiedono.
Di conseguenza, la giurisprudenza amministrativa ha ammesso il ricorso ai poteri impliciti. La Sesta Sezione del Consiglio di Stato ha infatti stabilito che il “[…] principio di legalità possa subire adattamenti nella fase applicativa, riconoscendo l’ammissibilità della categoria dei poteri impliciti. [...] La ragione di questa elaborazione risiede nel fatto che, in alcuni ambiti, è oggettivamente complesso per il legislatore predeterminare quale possa essere [...] il contenuto del provvedimento amministrativo”.
Al tempo stesso, tuttavia, la giurisprudenza ha pure riconosciuto un contrappeso rispetto alla possibilità di ricorso ai poteri impliciti. Effettivamente, a fronte di una de-quotazione della legalità sostanziale, il giudice amministrativo ha marcato l’importanza di assicurare la legalità procedimentale, che impone al legislatore di determinare le garanzie partecipative nel procedimento amministrativo condotto dalle AAI, in modo da assicurare il pieno coinvolgimento di tutti i soggetti interessati.

## Funzioni
In ragione della loro peculiare natura, le AAI svolgono molteplici funzioni istituzionali, che vanno al di là di quella amministrativa. Per tale ragione il principio della separazione dei poteri, per come tradizionalmente inteso, risulta superato nell’esercizio del potere delle AAI.
Le AAI possono innanzitutto esercitare una funzione normativa, in base alla quale tali enti elaborano la disciplina tecnica del settore di loro competenza. Così facendo, svolgono un ruolo di preminente importanza in ragione dell’impossibilità per il legislatore di assicurare un intervento sempre puntuale in settori caratterizzati da un elevato grado di specificità.
Tra le funzioni più strettamente amministrative, invece, si annovera quella di vigilanza e controllo, in forza della quale le AAI godono della facoltà di esercitare poteri ispettivi con la finalità di verificare l’osservanza delle regole da loro dettate da parte dei soggetti regolati. In caso di violazione, sarà possibile un eventuale intervento sanzionatorio: sono le singole leggi istitutive delle AAI che delineano di volta in volta diverse tipologie di sanzioni irrogabili, con un’entità e un’afflittività delle stesse da commisurare all’illecito in concreto commesso (da sanzioni pecuniarie più o meno gravose, a misure interdittive particolarmente afflittive, come la sospensione o la revoca di licenze e autorizzazioni).
Le AAI esercitano poi anche una funzione para-giudiziale, laddove, agendo con finalità, metodologie e garanzie in parte tipiche delle corti, sono chiamate a dirimere controversie insorte con o tra i privati nell’ambito del settore regolato. Ciononostante, gli atti delle AAI emessi all’esito di un procedimento para-giudiziale sono comunque qualificabili come provvedimenti amministrativi – e non come sentenze – e sono suscettibili in quanto tali di essere impugnati avanti l’autorità giurisdizionale.
Infine, attraverso la funzione di advocacy, le AAI comunicano al Governo e al Parlamento le eventuali criticità presenti nei settori a queste affidati. In tal modo, promuovono un canale di dialogo costruttivo tra gli apparati amministrativi e le istituzioni politiche, contribuendo a una gestione più efficace delle problematiche legate alla regolazione dei vari settori. L’attività di advocacy delle AAI si articola in due forme principali, preventiva e successiva: la prima si esercita nella fase di formazione di provvedimenti normativi o amministrativi, assumendo forma pareri e segnalazioni non vincolanti; la seconda presenta invece una natura correttiva e interviene su atti già adottati dal legislatore o dalla pubblica amministrazione, assumendo la forma di diffida a conformarsi ai principi e alla normativa vigente. Espressione di advocacy successiva è, poi, la legittimazione straordinaria ad agire riconosciuta ad alcune AAI, come all’AGCM (prevista dall’art. 21-bis, comma 1, legge n. 287/1990) e all’ANAC(disciplinata dall’art. 220, comma 2, d.lgs. 31 marzo 2023, n. 36), che permette alle citate AAI di agire contro atti amministrativi di qualsiasi pubblica amministrazione che violino le discipline posta a tutela degli interessi da loro presidiati.

## Le AAI in Italia
| Nome (sigla)                                                                                               | Competenze | Istituzione e sede                                                                         | Mandato                           | Modalità di nomina | Normativa di riferimento                                                            |
| Banca d’Italia                                                                                             | Autonome: protezione dei consumatori, contrasto del riciclaggio e del finanziamento del terrorismo, supervisione sui servizi di pagamento e sui mercati degli strumenti finanziari, vigilanza sui soggetti non bancari e sulle succursali di banche extracomunitarie Concorrenti con BCE: mantenimento della stabilità finanziaria                          | 10 agosto 1893: istituzione; 1936: affermazione esplicita della sua natura pubblica. Roma. | 6 anni rinnovabili una sola volta | Decreto del PdR previa deliberazione del Consiglio dei Ministri | Legge bancaria del 10 agosto 1893, n. 449                                           |
| Autorità di regolazione dei trasporti (ART)                                                                | Regolazione di trasporti, accesso alle infrastrutture, livelli minimi dei servizi e definizione dei diritti degli utenti nei confronti dei gestori | 6 dicembre 2011, Torino                                                                    | 7 anni non rinnovabili            | Decreto del PdR su proposta del Ministro delle infrastrutture e dei trasporti | Art. 37 d.l. 6 dicembre 2011, n. 201, convertito in legge 22 dicembre 2011, n. 214. |
| Autorità garante della concorrenza e del mercato (AGCM)                                                    | Vigilanza sulle posizioni dominanti, intese restrittive della concorrenza, concentrazione fra imprese, tutela del consumatore e pratiche commerciali scorrette. | 10 ottobre 1990, Roma                                                                      | 7 anni non rinnovabili            | Designazione d’intesa tra i Presidenti del Senato e della Camera dei Deputati a cui segue la nomina con decreto del PdR                                                                                            | Legge 10 ottobre 1990, n. 287                                                       |
| Autorità garante per l’infanzia e l’adolescenza (AGIA)                                                     | Promozione e tutela dei diritti dell'infanzia e dell’adolescenza | 12 luglio 2011, Roma                                                                       | 4 anni rinnovabile una sola volta | Designazione d’intesa tra i Presidenti del Senato e della Camera dei Deputati a cui segue la nomina con decreto del PdR                                                                                            | Legge 12 luglio 2011, n. 112                                                        |
| Autorità nazionale anticorruzione (ANAC)                                                                   | Prevenzione della corruzione e vigilanza dei contratti pubblici. | 31 agosto 2013, Roma                                                                       | 6 anni non rinnovabili            | Decreto del PdR previa deliberazione del Consiglio dei Ministri e previo parere favorevole delle Commissioni parlamentari competenti espresso a maggioranza dei due terzi dei componenti                           | D.lgs. 27 ottobre 2009, n. 150                                                      |
| Autorità per le garanzie nelle comunicazioni (AGCOM)                                                       | Controllo del mercato delle telecomunicazioni, determinazione tariffaria per gli operatori del mercato. | 31 luglio 1997, Napoli-Roma                                                                | 7 anni non rinnovabili            | Decreto del PdR su proposta del Presidente del Consiglio dei Ministri, d'intesa con il Ministro dello Sviluppo Economico, previo parere favorevole delle Commissioni parlamentari competenti.                      | Legge 31 luglio 1997, n. 249                                                        |
| Autorità di regolazione per energia reti e ambiente (ARERA)                                                | Determinazione delle tariffe e vigilanza sulla Cassa per i servizi energetici e ambientali, tutela della trasparenza delle condizioni di servizio e dell’eguaglianza nell’accesso alle reti energetiche, vigilanza nei confronti dei fornitori dei servizi, valutazione di reclami, di istanze e di segnalazioni presentate dagli utenti o dai consumatori. | 14 novembre 1995, Milano                                                                   | 7 anni non rinnovabili            | Decreto del PdR previa deliberazione del Consiglio dei Ministri e previo parere favorevole vincolante delle Commissioni parlamentari competenti espresso a maggioranza qualificata.                                | Legge 14 novembre 1995, n. 481                                                      |
| Commissione di garanzia dell’attuazione della legge sullo sciopero nei servizi pubblici essenziali (CGSSE) | Vigilanza sul corretto contemperamento dell’esercizio del diritto di sciopero nei c.d. servizi pubblici essenziali per la tutela del godimento dei diritti della persona costituzionalmente tutelati. | 12 giugno 1990, Roma                                                                       | 6 anni rinnovabili sono una volta | Designazione congiunta da parte dei Presidenti di Camera e Senato a cui segue la nomina con decreto del PdR | Legge 12 giugno 1990, n. 146                                                        |
| Commissione di vigilanza sui fondi pensione (COVIP)                                                        | Vigilanza e regolazione del mercato in materia di previdenza complementare. | 21 aprile 1993, Roma                                                                       | 7 anni non rinnovabili            | Decreto del PdR previa deliberazione del Consiglio dei Ministri su proposta del Ministro del lavoro e delle politiche sociali, di concerto con il Ministro dell'economia e delle finanze                           | D.lgs. 5 dicembre 2005, n. 252                                                      |
| Commissione nazionale per le società e la borsa (CONSOB)                                                   | Tutela e vigilanza degli investitori, per assicurare l’efficienza, la trasparenza e lo sviluppo del mercato mobiliare italiano. La funzione di vigilanza si svolge di concerto con la Banca di Italia per quanto riguarda l’attività degli istituti di credito italiani o di diritto estero operanti in Italia.                                             | 7 giugno 1974, Roma                                                                        | 5 anni rinnovabili una sola volta | Decreto del PdR previa deliberazione del Consiglio dei Ministri | Legge 7 giugno 1974, n. 216                                                         |
| Garante nazionale dei diritti delle persone detenute o private della libertà personale (GNPL)              | Controllo sui luoghi di privazione della libertà personale, quali gli istituti penitenziari, i luoghi di polizia, i centri per gli immigrati, le residenze per l’esecuzione delle misure di sicurezza (REMS), i trattamenti sanitari obbligatori, le residenze per anziani.                                                                                 | 23 dicembre 2013, Roma                                                                     | 5 anni non rinnovabili            | Decreto del PdR previa deliberazione del Consiglio dei Ministri, sentite le competenti commissioni parlamentari | Art. 7 d.l. 23 dicembre 2013, n. 146                                                |
| Garante per la protezione dei dati personali (GPDP)                                                        | Tutela dei diritti e delle libertà fondamentali e il rispetto della dignità nel trattamento dei dati personali. | 31 dicembre 1996, Roma                                                                     | 7 anni non rinnovabili            | Due membri eletti dal Senato e due membri eletti dalla Camera dei Deputati con voto limitato | D.lgs. 30 giugno 2003, n.136.                                                       |
| Istituto per la vigilanza sulle assicurazioni (IVASS)                                                      | Vigilanza sul mercato assicurativo italiano, per garantirne la stabilità e tutelare il consumatore. | 6 luglio 2012, Roma                                                                        | 6 anni rinnovabili sono una volta | Decreto del PdR previa deliberazione del Consiglio dei Ministri a iniziativa del Presidente del Consiglio, su proposta del Governatore della Banca d'Italia e di concerto con il Ministro dello sviluppo economico | D.l. 6 luglio 2012, n. 95, convertito in legge 7 agosto 2012, n. 135                |

Si noti come alcune AAI siano state soppresse nel tempo: le loro strutture e il loro personale sono ora confluite all’interno di altre AAI. Per esempio, la Commissione indipendente per la valutazione, la trasparenza e l’integrità delle amministrazioni pubbliche (CiVIT), istituita con d.lgs. 27 ottobre 2009, n. 150, e soppressa con d.l. 24 giugno 2014, n. 90 convertito con modificazioni in legge 11 agosto 2014, n. 114, è confluita nell’Autorità nazionale anticorruzione (ANAC), istituita con legge 6 novembre 2012, n. 190.

## Le AAI nel diritto sovranazionale
Alcune AAI presentano anche un fondamento normativo direttamente nei Trattati di diritto dell’Unione europea o nel suo diritto derivato. Centrale è l’istituto della rete europea delle autorità, posta a ulteriore presidio dell’indipendenza delle AAI, attraverso l’inserimento di queste ultime in un circuito sovranazionale di autorità con competenze analoghe. Effettivamente, il coordinamento a livello europeo dell’attività delle AAI rende queste ultime meno influenzabili dai governi nazionali.
Per esempio, la Banca d’Italia si inserisce nel Sistema europeo delle banche centrali (SEBS), istituito dal Trattato di Maastricht, che è formato dalla Banca centrale europea (BCE) e dalle Banche centrali nazionali degli Stati membri, e che si pone come obiettivo il mantenimento della stabilità monetaria. In questo contesto si evidenzia come molti poteri amministrativi della Banca d’Italia siano oggi gestiti con o trasferiti alla BCE. Ancora, è possibile ricordare l’Istituto per la vigilanza sulle assicurazioni (IVASS), il quale opera in coordinamento con l’Autorità europea delle assicurazioni e delle pensioni aziendali e professionali (EIOPA).

## Criticità e prospettive future
Negli ultimi decenni, il panorama istituzionale italiano ha assistito a una crescente proliferazione delle AAI, organismi creati per regolamentare e vigilare su specifici settori con un alto grado di autonomia dal potere esecutivo. Sebbene queste autorità siano state istituite per garantire competenza tecnica e indipendenza, la loro moltiplicazione ha sollevato molteplici interrogativi con riguardo alla legittimazione democratica e al controllo politico.
Infatti, visto che si tratta di enti i cui membri non vengono eletti e che vengono sottratti alla funzione di indirizzo politico, si pone il problema di una mancanza di accountability democratica, rendendo difficile per il Parlamento e il Governo esercitare una supervisione efficace sulle loro attività.
Per affrontare queste criticità, sono state avanzate diverse proposte di riforma volte a razionalizzare il sistema delle AAI. Tra queste, si ricorda la proposta di ridurre il numero delle autorità, accorpando quelle con funzioni simili, al fine di semplificare il quadro istituzionale e migliorarne l’efficienza operativa. Un'altra proposta concerne invece l’introduzione di meccanismi che rafforzino la legittimazione democratica, come una maggiore partecipazione del Parlamento nei processi di nomina dei vertici e l’implementazione di strumenti di controllo e rendiconto più stringenti. Infine, è stato rilevato come sia opportuno definire con maggiore chiarezza le competenze e i limiti delle AAI, per evitare sovrapposizioni di funzioni e conflitti di attribuzione con altri organi dello Stato.